# Granges-sur-Vologne
Granges-sur-Vologne è un comune francese di 2.351 abitanti situato nel dipartimento dei Vosgi nella regione del Grand Est.

## Società

### Evoluzione demografica
Abitanti censiti